# Miguel Marcos Madera
Pour les articles homonymes, voir Madera.
Miguel Marcos Madera dit Míchel est un footballeur espagnol né le 8 novembre 1985 à Lena (Espagne). Il évolue actuellement au poste de milieu de terrain pour le Qarabağ Ağdam en Azerbaïdjan. Il a été formé au Real Sporting de Gijón.

## Palmarès
- Championnat d'Azerbaidjan : 2016, 2017 et 2018
- Coupe d'Azerbaidjan : 2016 et 2017